# Араби
Араби  — етнічна група семітських народів, основне населення Марокко (7,5 млн), Алжиру (8,5 млн), Тунісу (3,5 млн), Лівії (1,1 млн), Єгипту (82 млн), Сирії (11,1 млн), Судану (6 млн), Саудівської Аравії (6,8 млн), Лівану (1,3 млн), Йорданії (1,4 млн), Іраку (22 млн), Адену (0,7 млн), Оману (480 тис.), Кувейту (200 тис.) та інших країн Північної і Північно-західної Африки та Передньої Азії.
Усіх арабів за різними оцінками від 350 до 422 мільйонів.
Термін «араб» був уперше зафіксований у 853 до н. е., але не використовувався широко до кінця 6 століття.
Араби належать до семітської раси.

## Етимологія
Визначення є проблематичним для античності, коли багато народів, яких сприймали як арабів, не використовували арабську мову в письмі для більшості аспектів свого життя, і збереглося лише дуже мало самоописів. У джерелах термін «араб» застосовувався до широкого кола людей, які жили на території, що простягалася від Єгипту на заході до Месопотамії та навіть Персії на сході, і від Північної Сирії аж до всього Аравійського півострова, включаючи острови біля узбережжя Ємену. Деякі вчені припускали етимологію слова «араб» як похідне від слова ‘arabā, що означає «пустеля». Однак такого слова немає в жодній семітській мові. «Араба» – це, ймовірно, топонім, який стосується деяких дуже специфічних районів у Палестині, і немає жодних ознак того, що він використовувався як загальний термін для позначення «пустелі». Було висловлено припущення, що позначення «араби» було самоописом самих людей. Вони мали спільну мову (хоча її лише пізніше назвали «арабською» – взято її назву від позначення її носіїв) та елементи культури. Навіть попри те, що до створення провінції Аравія у 106 р. н. е. термін «араби» використовувався багатьма мовами як запозичене слово для опису способу життя кочівників, він в основному застосовувався до цієї важковизначеної групи, яка називала себе «арабами». Через нерозрізнене використання таких термінів, як «кочівники» та «бедуїни», для опису «арабів», виникає проблема як у джерелах, так і у вторинній літературі, оскільки лише деякі з цих груп вели повноцінний або напівкочовий спосіб життя. Інші терміни, такі як найвідоміші «сарацини» (а також «ізмаїльтяни» в пізньоантичні часи), використовувалися для їх опису з зовнішньої точки зору.

## Перші згадки
Термін «араби» вперше з'являється в аккадських джерелах на початку І тис. до н. е. Араби вже звели квітучі міста у власних царствах (Саба та ін.), а північніші землі були населені переважно кочовиками-бедуїнами. У той час на Аравійському півострові виникли торговельні зв'язки як з ассирійцями, так і з єгиптянами, чому сприяло використання верблюдів як транспортного засобу (хоча, очевидно, ніколи для військових функцій). 
У 853 р. до н. е. цар Салманасар III стверджував, що переміг – серед багатьох інших – араба на ім'я Гіндібу, який надав тисячу верблюдів у битві при Каркарі. На стелі, що датується 737 р. до н. е., арабська цариця Забібе згадується серед платників данини ассирійського царя Тіглатпаласара III. В 733 р. до н. е., згідно з перебільшеними цифрами, згаданими в «Анналах Тіглатпаласара» (The Annals of Tiglath-Pileser III), арабська цариця Шамсі втратила 9400 воїнів і 30 000 верблюдів через ассирійців. Усі араби Гіндібу, Забіби та Самсі були частиною переможеного антиассирійського союзу, бо ассирійці намагалися інкорпорувати їх як васалів. Під час правління Саргона II в ассирійських документах згадується кілька арабських набігів. Набіги були незвичними, оскільки араби, здається, були загалом миролюбними. Після цих набігів Саргон ІІ депортував кілька арабських племен до Самарії. Араби також згадуються у Старому Завіті як скотарі, які іноді воювали з юдейськими племенами та їхніми царями. Існує припущення, що Масоретський текст розташовував їх на південному сході Палестини, на південь від Мертвого моря. Для середини періоду Першого Храму в Біблії згадується кілька племен, об'єднаних під назвою Кедар. Вони, ймовірно, були залучені до торгівлі парфумами та ладаном з півдня Аравійського півострова, отримуючи в обмін золото, срібло та дорогоцінне каміння.
Араби згадуються в написах царів Ахеменідів у Бегістуні, Сузах, Персеполі та Накш-і-Рустамі, зараховуючи їх до інших поневолених народів з Близького Сходу. Бл. 539 р. до н. е., після завоювання Ахеменідами Вавилону, Кір II Великий створив сатрапію Аравія (Achaemenid Arabia). Невідомо, чи коли-небудь Аравією керував перський сатрап, хоча точно відомо, що Аравія продовжувала мати власних правителів. Геродот згадує арабських піхотинців та кінні війська на верблюдах у складі армії Ксеркса І, і ймовірно, що араби з північної Месопотамії підтримували його батька Дарія I Великого під час боротьби за престол. Опис самої Аравії Геродотом частково залежить від Гекатея Мілетського та Перипла Скілака. Він також описує їхню важливу роль у торгівлі ладаном. У своєму описі Геродот оперує двома територіями під назвою «Аравія», одна з яких — це земля між Нілом та Палестиною, інша — територія Аравійського півострова та сусідніх регіонів, таких як Еритрея, яку Геродот сприймав як один нерозривний півострів. Трохи пізніше термін «араби» став типовим грецьким позначенням для всіх мешканців території між Єгиптом та Палестиною, а також Аравійського півострова, включаючи Південну Аравію.

## Елліністичний та римський період
З середини VI ст. до н.е. і до смерті Александра Македонського позначення «араби» з'являється в ширшому колі регіонів, таких як Ліван, Західна Месопотамія та околиці Наджрана, часто пов'язані з торгівлею ладаном, яка значною мірою перебувала під контролем Сабеїв. Їхнє поширення продовжувалося в елліністичні часи, так що до середини II ст. до н.е. знаходяться свідчення про арабів у Трансйорданії та Сирії, тісно пов'язаних з імперіями-наступниками. Після падіння Імперії Селевкідів, на початку I ст. до н. е. спостерігається піднесення ітурейців, а також хасмонеїв та набатеїв, які наголошували на власній етнічній та культурній ідентичності, хоча ззовні їх часто сприймали як «арабів». Є також свідчення про арабів, залучених з обох сторін до боротьби Тиграна II за владу з Римом, що призвело до римського втручання на сході.
У 66 р. до н. е. Гней Помпей Великий очолив римську кампанію, в якій він також підкорив групи арабів, які згодом стали римськими союзниками. З I ст. до н. е. у джерелах з'являється термін «арабархи», що позначає філарха як правителя над арабами. Після завоювання сходу в 63 р. до н. е. Рим розпочав поступову анексію невеликих місцевих династій та міст-держав, що включало поглинання Набатеї в 106 р. н. е. Це призвело до створення римської провінції Аравія. Однак, це не змінило звичайного способу життя арабських племен у регіоні, які підтримували контакти з іншими арабськими племенами Парфянської імперії. Ранні дні Римської імперії також стали свідками піднесення міст-держав Хатра, Емеса та Пальміра. Усі вони мали (хоча самі по собі дуже відрізнялися одне від одного та різною мірою) певні риси (у економіці, релігії та культурі), що свідчать про арабський вплив. Через зростаюче використання Червоного моря для торгівлі ладаном, сухопутний шлях почав втрачати своє значення. З римських часів арабські племена в Джазіре використовувалися як допоміжні війська по обидва боки східного кордону, хоча в І ст. н. е. вони з'являються майже виключно на службі у парфян. Інші групи арабів з'являються в районі Емеси та поблизу Дамаска. За часів правління Траяна зникла ще одна група буферних держав, а саме: Коммагенське царство, Емесея, Ітурея та володіння Іродіанів. З Септимієм Севером, який керував військовими кампаніями проти арабів, до влади в Римі прийшов перший із так званих «сирійських імператорів». Ця подія загострила увагу до регіону та завершилася правлінням Марка Юлія Філіпа, якого з «Історії Августів» і далі його називали «Філіпом Арабом».
Піднесення Пальміри як незалежної держави закінчилося падінням міста у 272 р. Однак, незважаючи на те, що останні царі Пальміри, Оденат і Вабаллат, носили арабські імена, самі арабські племена, здається, не відіграли жодної значної ролі у піднесенні та падінні міста-держави. Вже у 224 р. династію Аршакидів у Персії змінили Сасаніди. З їхніх монументальних написів стає зрозуміло, що у ІІІ ст. існувало принаймні дві області, які офіційно називалися «Аравією»: римська провінція та перська сатрапія в Месопотамії. У 241 р. Шапур I зруйнував місто Хатра. Однак разом з Хірою виникло нове місто, яке згодом стало столицею арабського племені Лахмідів у ІІІ ст. Їхнє правління загалом вважається першим арабським королівством за межами Аравії, хоча деякі приписують цей титул вже Хатрі. Приблизно через шістдесят років, у 328 р., арабський вождь Імру аль-Кайс І назвав себе «царем усіх арабів» у відомому Написі Намара. Він, очевидно, провів масштабну військову операцію та підкорив племена в Сирії, північній частині Джазіре та на Аравійському півострові, найімовірніше, за підтримки римської влади.
Завдяки надзвичайно багатим епіграфічним свідченням стародавніх північноаравійських діалектів (найбільша кількість у сафаїтських) відомо про спосіб життя арабських кочівників у Римській імперії з І ст. до н. е. до IV ст. н. е.. Невідомо, чи призвело поглинання Римом царств, таких як Набатея чи Осроена, та падіння Пальміри до великих міграцій кочівників і, таким чином, до створення арабських племінних федерацій, що зазвичай описується як «бедуїнізація» Аравії, слід розглядати з обережністю. Однак певна зміна в динаміці політичних та владних структур, ймовірно, відбулася.

## Від пізньої античності до піднесення Ісламу
Амміан Марцеллін був першим, хто вказав на зміну термінології щодо племен. Він стверджує, що за його часів, у середині IV ст., арабів, які жили в наметах, називали «сарацинами», що замінило розпливчастий термін «араби». Натомість це стало позначенням лише мешканців Провінції Аравія. Сам Амміан спостерігав за ними, коли був у поході під час війни імператора Флавія Клавдія Юліана проти Персії, яку більшість арабів сприйняла позитивно, оскільки вони страждали від Шапура II, який нібито знищив багато племен і зруйнував їхні водопої у 326 р. У своєму описі способу життя арабів Амміан називав їх варварським народом без постійного місця проживання, що відрізнявся у соціальній, економічній та сексуальній поведінці від способу життя його греко-римської спільноти. Ці стереотипи значно вплинули на інших пізньоантичних авторів. Згідно з джерелами, набіги арабських племен кидали виклик римському кордону на сході. Однак археологічних слідів будь-якої серйозної загрози незнайдено. Нещодавні дослідження розглядають східний кордон не просто як військовий бар'єр проти Персії ззовні та арабських племен зсередини, а радше як частину ширшої системи поясу безпеки. Використання більших арабських племен як римлянами, так і сасанідами продовжувалося в пізній античності та стало важливим фактором у їхній прикордонній політиці. Найважливішими з них були Гассаніди, Лахміди та Танух.
Подібні зображення лютих і диких арабів можна знайти в агіографічних творах християнських авторів, таких як Єронім, Феодорит Кирський та Кирило Скіфопольский. Однак у цих текстах християнізація представлена як успішний засіб інтеграції арабів у греко-римську цивілізацію. Християнська віра не була рідкістю серед вищезгаданих більших племен, особливо на римській території. Менші групи та араби, що знаходилися далі від сфери римсько-християнського впливу, здебільшого продовжували поклонятися різноманітним ідолам та племінним божествам. На всьому своєму життєвому просторі араби знали багатьох богів, але генотеїстична тенденція була очевидною. Один із цих верховних богів, верховний бог Мекки, називався Аллахом. У VII ст., починаючи з головного центру паломництва Аллаха, Іслам розвинувся як нова монотеїстична релігія, яка зрештою стала об'єднуючим елементом для арабських племен півострова та вивела їх у центр історії Середземномор'я. Протягом кількох десятиліть мусульманська імперія розширилася від Атлантики до Індії.
З цього часу, зв'язок північних і південних арабів здійснювався торговельними шляхами через західню Аравію (Хіджаз). Жителі цієї місцини говорили арабською мовою та вважали, що походження їхнє сходить або до сина пророка Ібрагіма— Ісмаїла (Ізмаїла), або до онука пророка Нуха — Ноктана. У Каабі, мекканському храмі, вперше збудованому, ймовірно, Адамом, араби-поганці вклонялися ідолам. До VIII століття корінна людність Близького Сходу та Північної Африки була асимільована та ісламізована арабами. Арабська мова семітської мовної підгрупи стала основною мовою Арабського халіфату. За визначенням Джавахарлала Неру «Дивовижно як ця арабська раса, що довгі століття перебувала у напівсонному стані, відірвана від подій, що відбувалися в інших місцях, раптово прокинулася і проявила велетенську енергію, яка вразила і вивела з рівноваги увесь світ. Історія арабів і їхнього швидкого поширення в Азії, Європі і Африці, створення ними великої культури і цивілізації — одне з чудес в історії світу.» Унаслідок арабських завоювань VII—XIIІ століть і розширення торговельних відносин араби розселились іншими країнами.

## Сьогодення
Араби — активні учасники національно-визвольного руху народів Азії та Африки, спрямованого проти імперіалістичного і колоніального гніту. Після Другої світової війни всі арабські народи (за винятком палестинців і західних сахарців) вибороли повну незалежність. Алжирці зробили це лише по восьми роках змагань із Францією з 1954 по 1962. Із 1991 року між Ізраїлем і Організацією визволення Палестини (ОВП) почали набувати чинності різні угоди, в яких у загальних рисах намічаються заходи для майбутнього палестинського самоврядування.

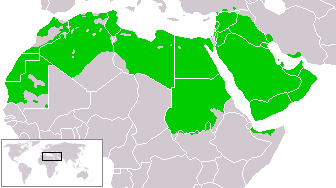
Мапа розселення арабів у країнах

Основне заняття більшості арабів — землеробство. Частина арабів — бедуїни Лівії, Йорданії, Саудівської Аравії, Оману, Катару — займаються тваринництвом (верблюдоводством, вівчарством). Розвинене виробництво вовняної пряжі, шкіряних і дерев'яних побутових речей. Частина арабів Єгипту, Сирії, Алжиру, Іраку працюють у промисловості. Кочові араби живуть у чотирикутних наметах. Найчастіше люди кажуть що Араби живуть в Єгипті, але це не так, бо Араби живуть у понад 10 країнах.

## Релігія
Більшість арабів  сповідує іслам сунітської течії (з-поміж останніх виокремлюються ваххабіти, що живуть у Саудівській Аравії ). Араби-шиїти мешкають переважно в Ірані та Південному і Східному Іраку , а також у Сирії (друзи й алавіти), Лівані, Кувейті, Бахрейні, ОАЕ, Саудівській Аравії, Ємені та інших країнах. В арабських країнах Перської затоки та в Північній Африці проживають араби-ібадити. Самотою стоять араби-християни — мароніти, мелькіти Лівану, Сирії та Йорданії, православні араби Сирії, Лівану, Йорданії та Палестини (див. також). У кочовиків ще збережений сильний культ предків. У Арабів дуже багато традицій і релігій. Можливо навіть те, що в них найбільше традицій серед народів світу.

## Еміграція арабів
Араби належать до найчисельніших народів світу поряд з китайцями. Найпоширеніші вони у таких країнах (як мігранти): Франція, США, Іспанія, Канада, Австралія, Індонезія, Велика Британія, Швеція, Ірландія, Німеччина, Австрія, Італія та Фінляндія. У цих країнах загальна кількість арабів понад 45 мільйонів осіб, значна їх кількість мешкає у Франції (6-8 млн). Швидко зростає арабська громада в Фінляндії, США, Канаді та Австралії.

## Галерея

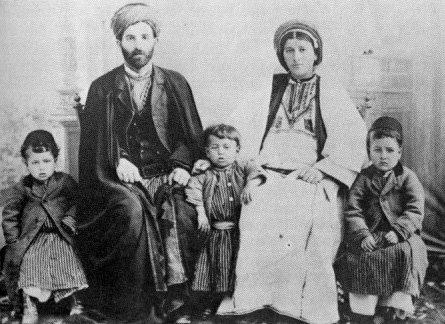
Арабська родина в Рамаллі, 1905
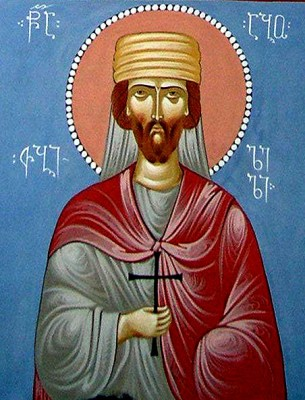
Християнський мученик св. Або, покровитель міста Тбілісі
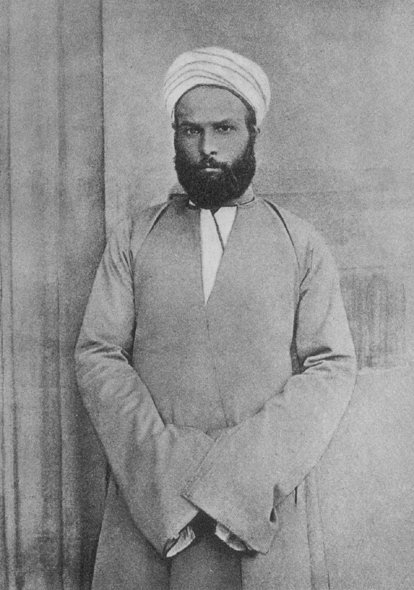
Імам Мухаммед Абдо
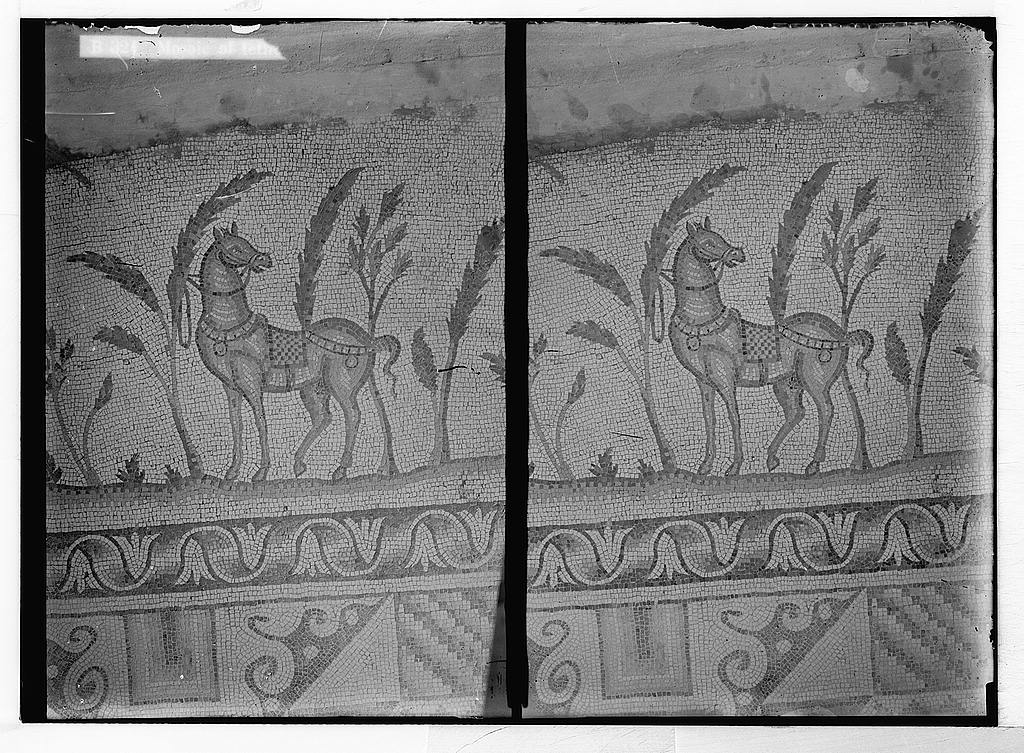
Мозаїка гассандського коня, 700 р н. е.
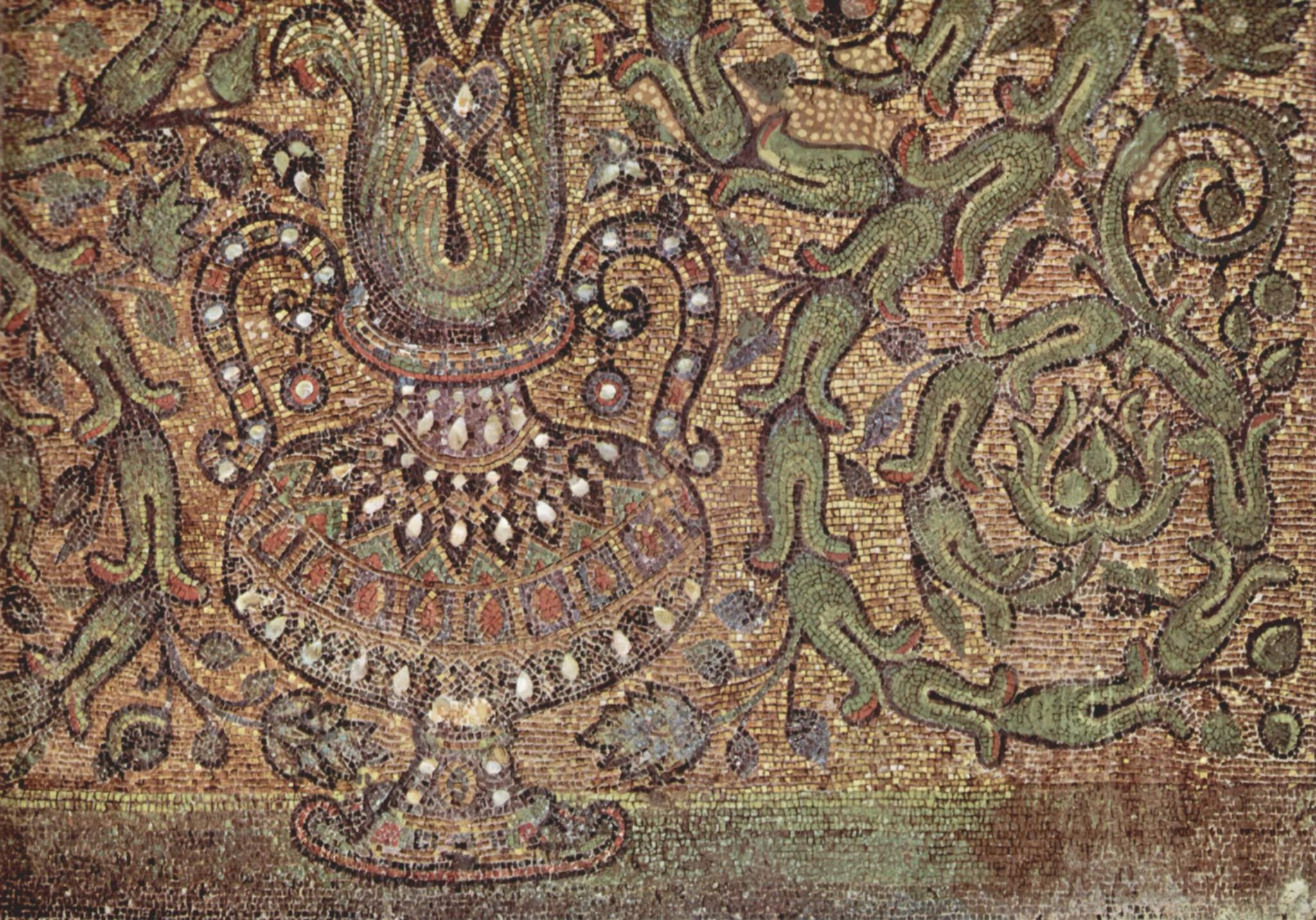
Арабеска доби Гассанідів
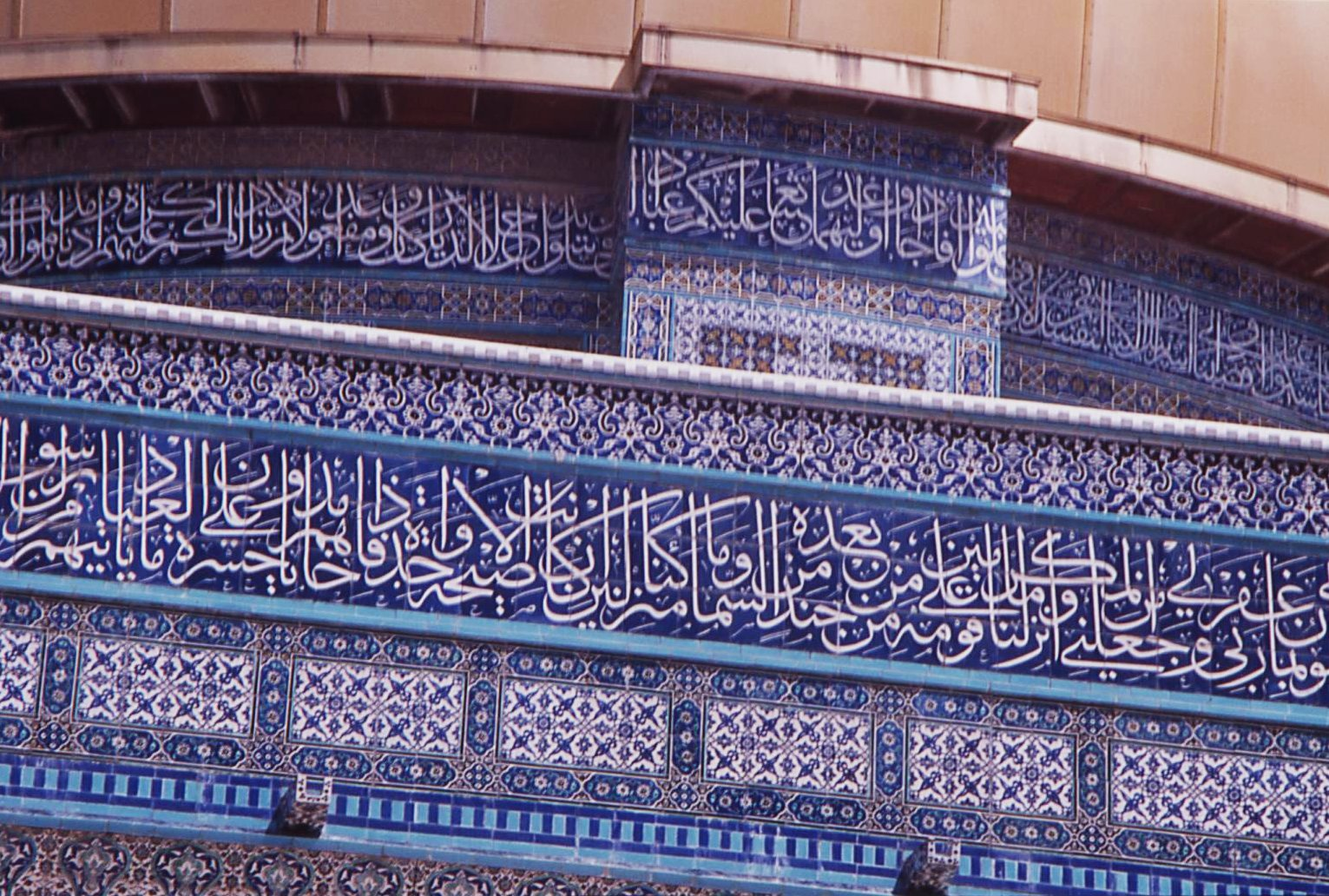
Арабська каліграфія в Єрусалимі